# Phoebe Davies
Phoebe Davies (7 de febrero de 1864 – 4 de diciembre de 1912) fue una actriz de teatro estadounidense nacida en Gales que protagonizó más de 4.000 representaciones de la obra de Lottie Blair Parker, Way Down East.

## Primeros años
Phoebe Davies nació en Cardigan, Gales, hija de David y Annie (de soltera Griffiths) Davies. Su padre, atraído por la fiebre del oro de 1849, regresó a California con su familia a principios de la década de 1870 para trabajar en la Pacific Mail Steamship Company. Más tarde, su padre se incorporó al Lighthouse Service, donde llegaría a capitanear el lighthouse tender Madroño.
 Cuando aún estaba en la escuela, Davies ganó una audición con David Belasco, entonces director de escena de la Baldwin Theatre Stock Company de San Francisco, que le llevó a una oferta para interpretar un papel en su siguiente producción. Una enfermedad le impidió aceptar el papel, lo que no hizo sino posponer su debut profesional en los escenarios poco después como miembro de la Oakland California Stock Company.

## San Francisco
Apareció por primera vez en una obra de un dramaturgo local de California (Cipricio o Ciprico) titulada Adolph Chalet, en la que su interpretación de Marie, un papel secundario, pasó bastante desapercibida en un reparto que incluía a Jeffreys Lewis, Osmond Tearle y Gerard Eyre. Más adelante, en la misma temporada, recibió elogios por su interpretación de Nadia en una dramatización de la novela de Julio Verne Miguel Strogoff.
Hacia 1882, Davies se unió a la Baldwin Theatre Stock Company, donde tuvo la oportunidad de apoyar al gran actor italiano Ernesto Rossi como Regan y la Reina Jugadora en las producciones de El rey Lear y Hamlet, de Shakespeare, y en el papel de Lady Angela en The Royal Box, de Charles Francis Coghlan, su adaptación de la obra de Alejandro Dumas Kean. Esa misma temporada, William Edward Sheridan, un conocido actor de la época, le dio el papel de Príncipe Arturo junto a su Balduino en King John, Lady Ann en Ricardo III y el papel principal en Romeo y Julieta frente a su Mercucio. Durante este periodo también actuó junto al veterano actor de setenta y un años Charles R. Thorne como Maritana en una adaptación de la Opéra comique de Jules Massenet, Don César de Bazan, y como Hortense junto a la pequeña Jo de Jennie Lee en Bleak House de Dickens.
El 7 de junio de 1882 Davies se casó en San Francisco con Joseph R. Grismer, entonces actor principal del Baldwin Theatre. En septiembre de 1883 ambos se unieron a una compañía de actores del Baldwin en una gira que se programó para coincidir con varias ferias del condado de California. Bajo la dirección de Sam O. Mott, la compañía representó una serie de obras, entre ellas Chispa, del dramaturgo californiano Clay M. Greene. Davies interpretó el papel principal, lo que le valió una oferta de un productor teatral para convertirla en estrella del teatro de Nueva York, una oportunidad que la actriz, que aún no había cumplido los veinte años, no estaba preparada para aceptar 
Ese mismo año, la pareja formó la Grismer-Davies Organization y comenzó a actuar en teatros de toda California y, finalmente, en giras por los estados y provincias del oeste de Norteamérica.

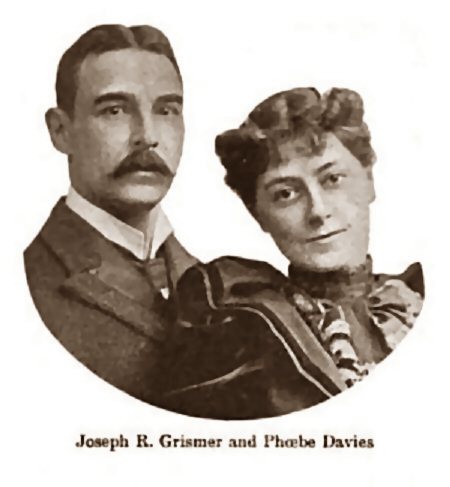
The History of the Boston Theatre, 1854-1901; 1908

Durante esta época, Davies interpretó a Mercedes en Montecristo, del relato de Alejandro Dumas El conde de Montecristo, y a Pauline en Called Back, del libro de Hugh Conway, ambas obras escritas para el escenario por Grismer. Otras obras representadas por la Grismer-Davies Organization fueron Editha's Burglar, de Frances Hodgson Burnett; The Midnight Bell, de Charles Hale Hoyt, que más tarde ayudaría a lanzar la carrera de Maude Adams; la obra Fairfax, de Bartley Campbell; Lights and Shadows, de Henry Leslie; la obra de Frank Harvey, Sr., The World Against Her; The Tigress, de Ramsey Morris; The Long Strike, de Dion Boucicault; Rosedale, de Lester Wallack; otra obra de Boucicault, The Streets of New York, con Grismer y Davies en los papeles principales, Tom Badger y Alida Bloodgood; Enoch Arden, del poema de Alfred Lord Tennyson; The Wages of Sin, una historia moral de Frank Harvey, Sr.; y The Calthorpe Case, un melodrama de Arthur Goodrich.
El domingo 12 de septiembre de 1892, su hijo Conrad Valentine Grismer se convirtió en el primer bebé bautizado en la pila bautismal que el escritor Clay M. Greene había donado a la St. John's Episcopal Church (15th y Julian Avenue) en San Francisco.

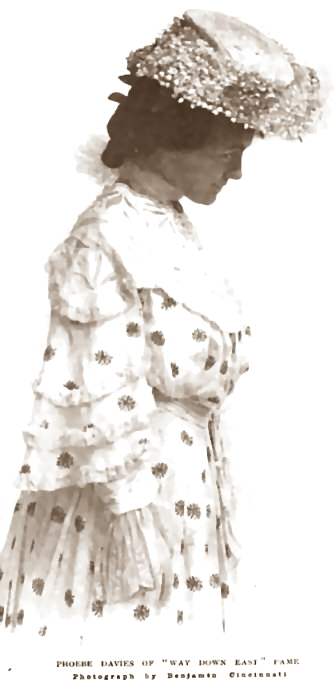
Phoebe Davies
National Magazine, 1906

## Nueva York
En 1893, Grismer y Davies iniciaron lo que acabaría siendo una larga gira por las principales ciudades del este de Estados Unidos como el capitán Harry Ford y Georgia Gwynne en su obra original The New South, un melodrama escrito con Clay M. Greene sobre el sur de Estados Unidos una generación después del final de la Guerra Civil. The New South fue adaptada al cine en 1916 con Carlyle Blackwell y Ethel Clayton en los papeles de Ford y Gwynne. A continuación, la pareja apareció junta en la obra de Sutton Vane, Sr., Humanity, como el teniente Bevis Cranbourne y Alma Dunbar, que se estrenó en Nueva York en el Fourteenth Street Theatre el 4 de febrero de 1895.
Poco después, su esposo y el actor William A. Brady, antiguo miembro de su compañía en California, compraron los derechos de Way Down East, de Lottie Blair Parker, una obra pastoril sobre la vida en el campo en Nueva Inglaterra. Con las elaboraciones de Grismer y Davies en el papel protagonista de Anna Moore frente a Howard Kyle como David Bartlett, Way Down East debutó el 3 de septiembre de 1897 en Providence Rhode Island y al mes siguiente se estrenó en Nueva York en el Manhattan Theatre. Way Down East tuvo al principio una acogida tibia, pero poco a poco fue ganando impulso a medida que se representaba en ciudades de todo el país. A lo largo de casi diez temporadas, con unas 4.000 representaciones, se calcula que la obra recaudó alrededor de un millón de dólares, y que la parte correspondiente a su marido rondó los 350.000 dólares. Way Down East, que mantuvo su popularidad entre el público durante muchos años, fue producida en cuatro ocasiones entre 1908 y 1935 como película. Davies continuó de gira con Way Down East en 1909 y había planeado aparecer ese mismo año junto a Arnold Daly en la adaptación de Algernon Boyesen de la obra en cuatro actos de Paul Hervieu Know Thyself, antes de caer gravemente enferma.
Phoebe Davies murió tras una larga enfermedad el 4 de diciembre de 1912, a la edad de 48 años, en su residencia de Larchmont, Nueva York. Le sobrevivieron su esposo y su hijo.